# Швехат
Швехат (нім. Schwechat) — місто в Австрії, в федеральній землі Нижня Австрія.
Відоме завдяки розташованому в ньому Віденському міжнародному аеропорту, а також місцевій марці пива, що носить назву міста.

## Назва
Місто назване на честь річки Швехат, яка протікає через центр міста.

## Географія
Місто розташоване в передмісті австрійської столиці Відня. Входить до складу округу Відень. Поділене на чотири підрозділи, що мають назву кадастрові спільноти (нім. Katastralgemeinde): Кледерінг (нім. Kledering), Маннсвьорт (нім. Mannswörth), Раннерсдорф (нім. Rannersdorf) и Швехат (нім. Schwechat). Займає площу 44,7 км². Знаходиться на висоті 162 м над рівнем моря.

## Демографія
За результатами перепису населення в 2001 році чисельність населення міста склала 15 456 мешканців, а густота населення — 321 особа на км².

## Економіка
В місті розташований нафтопереробний завод компанії OMV.

## Історія
В період Римської імперії на території сучасного Швехату розташовувалося поселення Ала Нова (нім. Ala Nova). Населений пункт Швехат був вперше згаданий в документі 1334 року.
В 1724 році була заснована текстильна фабрика. Місто дуже суттєво виграло від австрійської хвилі індустріалізації XIX століття. Багато компаній, що були засновані в той час, досі існують (наприклад, пивоварні).
Місто отримало статус міста в 1924, але було приєднане до віденського політичного органу в 1938 році. Відновило свій статус окремого міста в 1954 році.